# ナスィーロル・モルク・モスク
ナスィーロル・モルク・モスク (ペルシア語: مسجد نصیر الملک、またはマスジェデ・ナスィーロル・モルク)は、イランのシーラーズにあるモスク。
ピンク色のタイルが多用されている事から、ピンクモスク、街のシンボルで床のタイルにも使われている薔薇の花から、ローズモスクとも呼ばれる。

## 歴史
ガージャール朝の統治者 Mirzā Hasan Ali (Nasir ol Molk)の命令によって、1876年から1888年にかけて建てられた。現在も Nasir ol Molk寄付財団による管理の下で使用されている。

## 建築
モスク内には12人のイマームにちなんで6本ずつ2列の12本のらせん状の石柱が設けられている。

## ギャラリー
このモスクにはファサードにも色つきガラスが使用されていながら、Panj Kāse（5つの凹）という伝統要素も見ることができる。早朝のステンドグラスに朝日が差し込む光景が見どころとされている。

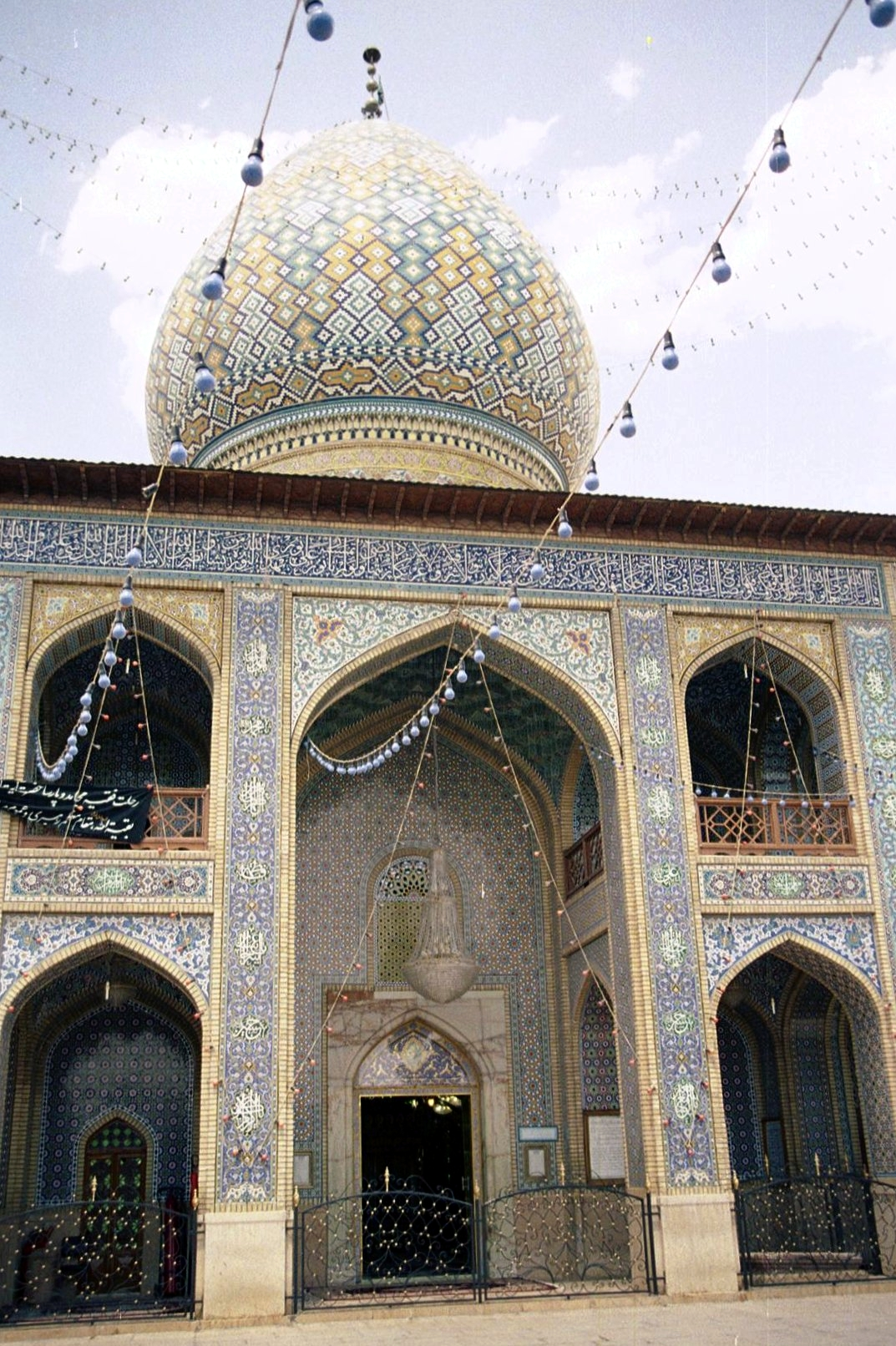
エントランス
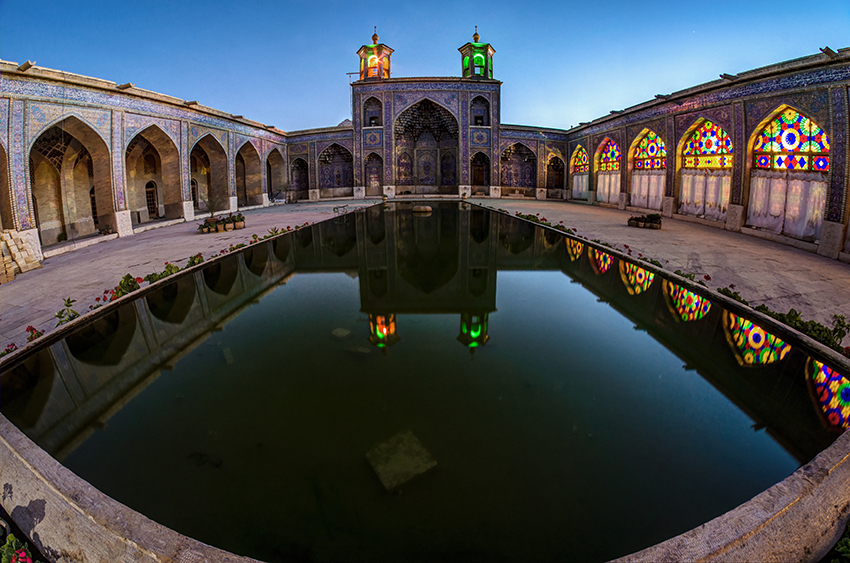
モスクの内庭
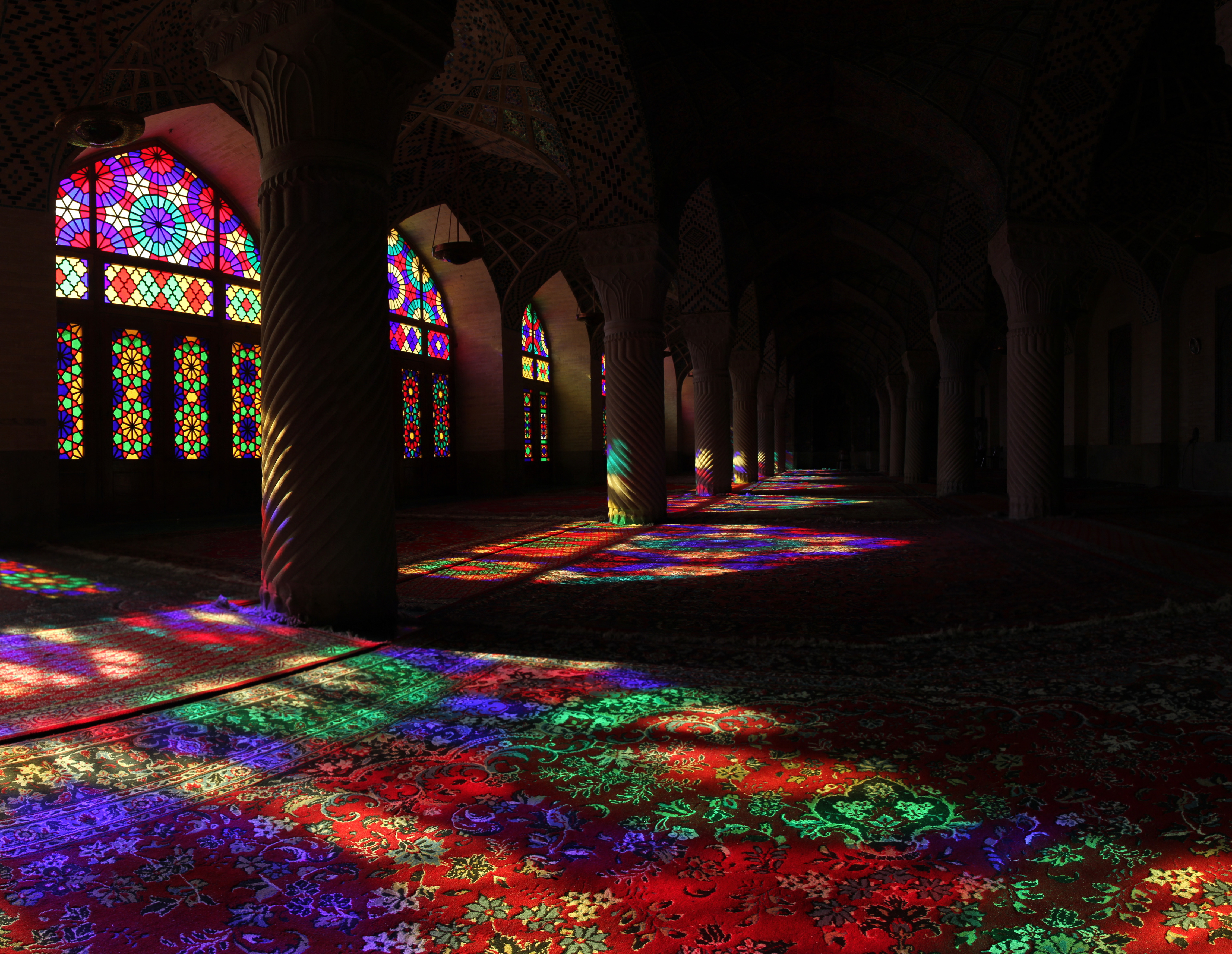
内側からの眺め
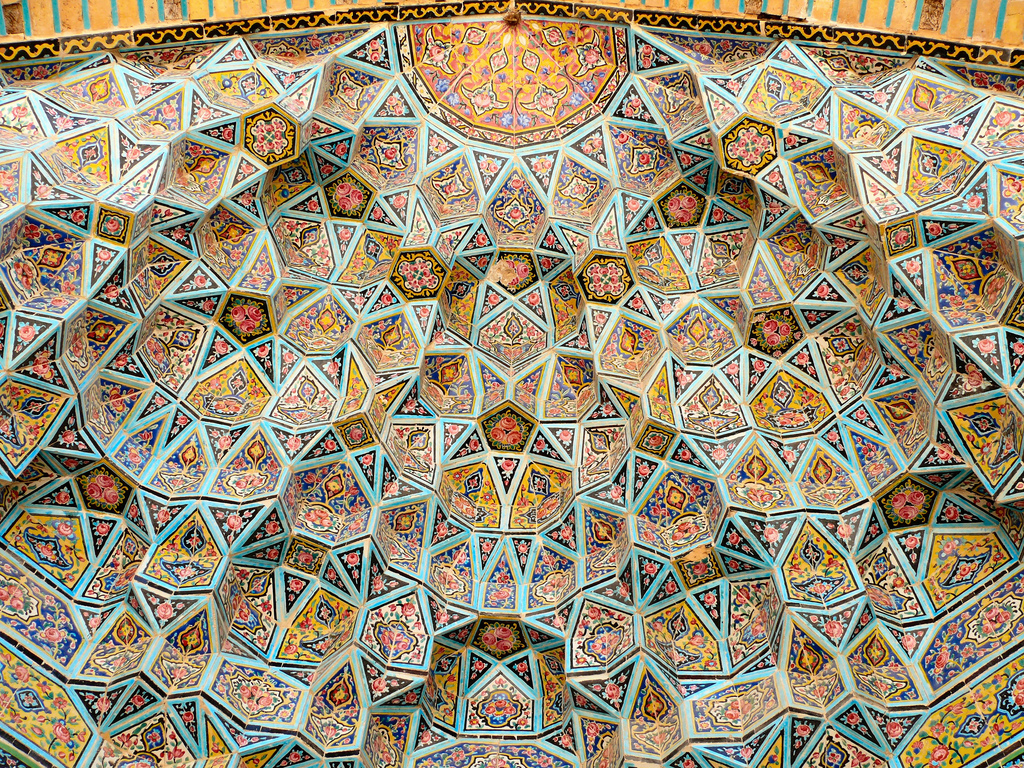
天井の文様
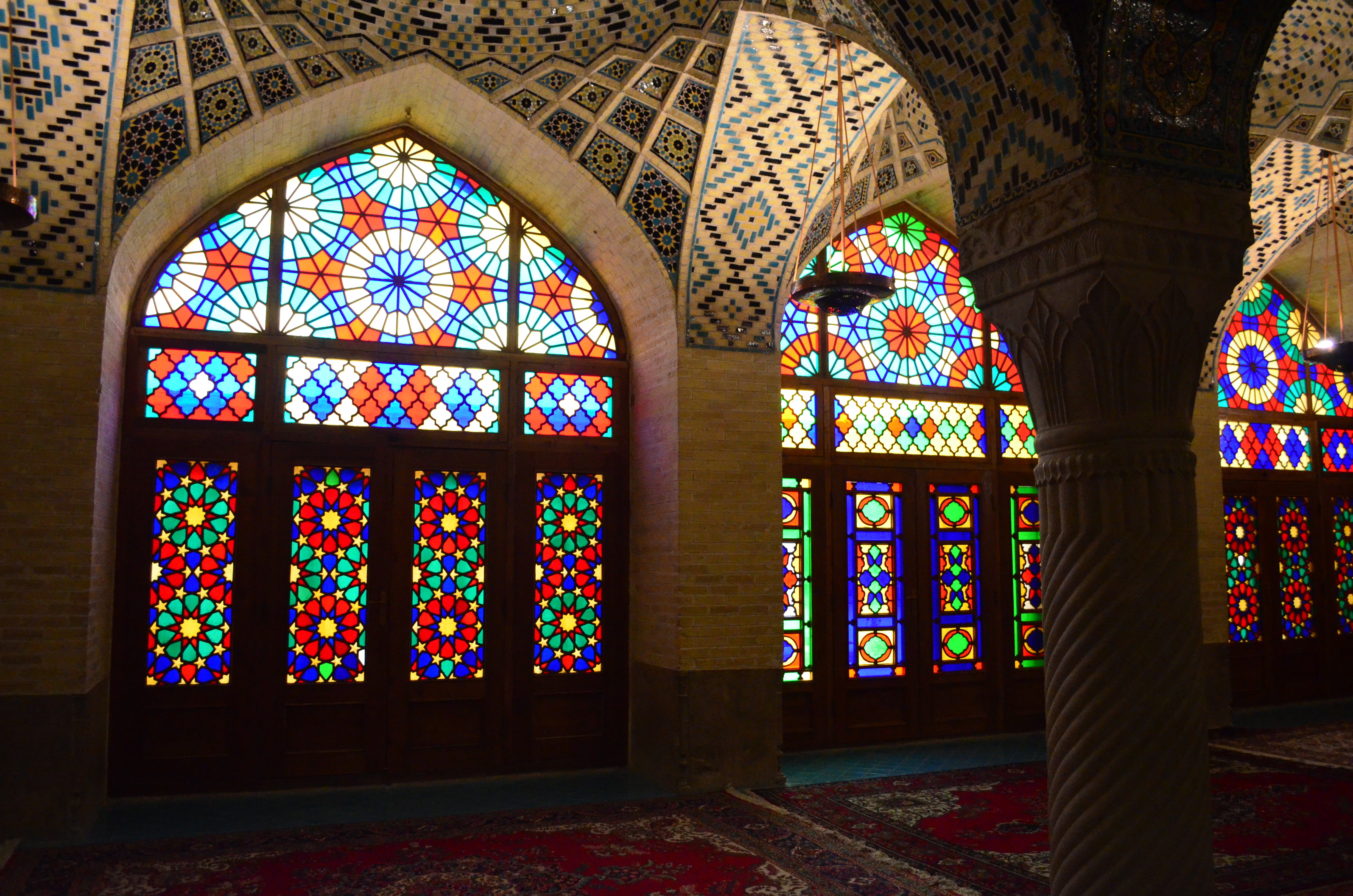
ステンドグラス